# Manipurwachtel
Die Manipurwachtel (Perdicula manipurensis) ist eine Vogelart aus der Gattung der Frankolinwachteln (Perdicula). Es werden die Unterarten Perdicula manipurensis manipurensis und Perdicula manipurensis inglisi unterschieden.

## Merkmale
Die Manipurwachtel erreicht eine Körperlänge von 19 bis 20 cm und ein Gewicht von 50 bis 85 g. Bauch und Steiß sind kräftig gelbbraun. Der Zügelfleck ist weißlich. Die Augenbrauen sind undeutlich. Der Bauch ist goldbraun. Der Unterrücken hat kräftige, schwarze Markierungen. Beim Männchen sind die Stirn und die Kehle kastanienfarben. Die äußeren und inneren Handschwingen sind gleich lang. Die Oberseite ist schiefergrau. Die Weibchen sind heller gefärbt als die Männchen, bei ihnen ist die Stirn graubraun statt kastanienfarben. Die hintere Unterseite ist heller gelbbraun und weniger stark markiert. Der Schnabel ist dunkelgrau mit einer helleren, gelblichen Basis. Die Iris ist dunkelbraun oder haselnussbraun. Die Beine sind orangerot. Die Jungvögel sind brauner als die Altvögel mit einer kräftigen, schwarzen Markierung. Die Füße sind heller und mehr rosa. Die Unterart Perdicula manipurensis inglisi ist heller und grauer als die Nominatform mit einer schwächer schwarz gezeichneten Unter- und Oberseite.

## Stimme
Beide Geschlechter geben klare, gepfiffene Whit-it-it-t-t-Laute von sich, wobei die Töne höher und lauter werden und zusammenlaufen.

## Verbreitung
- Die Nominatform Perdicula manipurensis manipurensis bewohnt die Bergregionen von Manipur südlich des Brahmaputra. Möglicherweise könnte sie auch im Osten von Bangladesch vorkommen.
- Die Unterart Perdicula manipurensis inglisi kommt in Westbengalen und Assam nördlich des Brahmaputra vor.

## Lebensraum
Die Manipurwachtel bewohnt hohes dichtes Grasland, das insbesondere aus Elefantengras besteht, in Höhenlagen bis 1000 m. Weitere Lebensräume umfassen Buschwald und die Ränder von Sumpfgebieten.

## Nahrungsverhalten
Die Nahrung umfasst Samen von Gräsern und Kräutern, Schoten und einigen Insekten. Sie bilden Gruppen von 5 bis 8 Individuen (in der Vergangenheit bis zu 12), die gewöhnlich am frühen und späten Tag am aktivsten sind und manchmal aus ihrer Deckung im Dickicht treten, um im offenen Grasland ihre Nahrung zu suchen.

## Fortpflanzungsbiologie
Das einzige dokumentierte Nest der Nominatform wurde im Mai in einer zwischen Graswurzeln in den Boden geschabten Vertiefung  gefunden und enthielt vier weiße Eier. Altvögel der Unterart P. m. inglisi waren im frühen  März in Brutkondition und im Januar wurde ein flügge gewordener Jungvogel gesammelt.

## Status
Die Manipurwachtel galt zwischen 1932 und 2006 als verschollen, bevor sie vom indischen Zoologen Anwaruddin Choudhury in Assam wiederentdeckt wurde. Jüngste Schätzungen deuten darauf hin, dass die Population der Art wahrscheinlich kleiner ist als bisher angenommen, weswegen sie von der IUCN als stark gefährdet eingestuft wird. Der Lebensraum dieser kaum bekannten Art ist stark fragmentiert und unterliegt einem anhaltenden rapiden Verlust und Abbau, was vermutlich zu einem raschen Populationsrückgang führt. Die Jagd ist eine weitere Bedrohung, insbesondere in Bangladesch.